# Парк культури і відпочинку (Буштино)
Парк культу́ри і відпочи́нку (Бу́штино) — парк-пам'ятка садово-паркового мистецтва місцевого значення в Україні. Розташований у межах Тячівського району Закарпатської області, в смт Буштино, на вулиці Б. Хмельницького.
Площа 5 га. Статус надано згідно з рішенням Закарпатського облвиконкому від 18.11.1969 року, № 414, та від 23.10.1984 року, № 253. Перебуває у віданні Буштинської селищної ради.
Створено з метою збереження парку з насадженнями дерев і кущів 30 видів. Зростають магнолія, нарцис вузьколистий, гінкго та інші.